# Mayorazgo (Metro de Lima y Callao)
Mayorazgo es el nombre asignado a la vigésima sexta futura estación de la Línea 4 del Metro de Lima en Perú. La estación será construida de manera subterránea en el distrito de Ate.

## Descripción
Mayorazgo forma parte del primer tramo de la línea 4 que servirá como alimentador de la línea 2. Para evitar retrasos como lo ocurrido en la construcción de la línea 2, que originalmente tenía que haber entrado en funcionamiento parte de su recorrido en el 2020 pero que por retrasos fue aplazado hasta el 2024, el gobierno peruano construirá Mayorazgo así como el resto de la línea 3 y 4 como una obra pública e convenio con un gobierno extranjero.